# Rajko Glibo
Rajko Glibo (Donja Vast kraj Prozor-Rame, 24. listopada 1940. – Zadar, 17. rujna 2012.) redoviti sveučilišni profesor, pjesnik, dramski pisac, pisac udžbenika i esejist

## Životopis
Osnovnu školu završio je u Uzdolu i Prozoru, Nadbiskupsku klasičnu gimnaziju pohađao je u Zadru (1956. – 1959.), Višu pedagošku školu završio je u Mostaru (1968.), diplomirao na Filozofskom fakultetu u Sarajevu (1972.), magistrirao iz povijesti i teorije književnosti na Filozofskom fakultetu u Zagrebu (1986.), gdje je doktorirao temom Strukturne osobitosti narodne književnosti i književno stvaralaštvo Ive Andrića (1990. godine). Nakon završenog studija radio kao profesor u Gimnaziji i Srednjoškolskom centru Prozor (1973-1985), gdje je bio i ravnatelj (1981-1985). Obnašao je i dužnost međuopćinskoga prosvjetnog inspektora za općine Prozor, Jablanica i Konjic ( 1985-1992 ), a od 1994. – 2006. radi na Željezničkoj tehničkoj školi u Zagrebu s pola radnog vremena i predaje na Pedagoškom fakultetu Sveučilišta u Mostaru. kolegije Usmenonarodna književnost i Teorija književnosti od 1995. do 1998. te Lutkarstvo i scenska kultura na Odjelu za predškolski odgoj istog fakulteta, na kojem je 1995. izabran u zvanje docenta, a 2001. u zvanje izvanrednog profesora i 2004. u zvanje redovitog profesora. Upisan je u registar istraživača koji vodi Ministarstvo znanosti i tehnologije Republike Hrvatske, urudžbeni broj 533-02-95-0047 dana 01. veljače 1996. u zvanju znanstveni suradnik u znanstvenom području filologija pod matičnim brojem 203165.  Kao znanstvenik objavio je knjigu “Lutkarstvo i scenska kultura” i to je prvi udžbenik za taj kolegij na fakultetima u BiH i Republici Hrvatskoj, zatim knjigu “Medijska kultura” (priručnik) i studiju “Domoljublje i ‘otpadništvo’ Ive Andrića”. Sudjelovao je s priopćenjima na pet kongresa SUFKJ i sedam međunarodnih znanstvenih skupova. Bavi se i književnim radom.  Objavio je pet knjiga pripovijetki, šest knjiga poezije i pet drama. Član je Hrvatskoga filozofskog društva, Društva hrvatskih književnika, HKD «Napredak» i matičar je Matice hrvatske u Zagrebu. Pjesme, pripovijetke, monodrame i radio-drame objavljuje u periodici i časopisima širom Hrvatske i Bosne i Hercegovine. Dobitnik je deset književnih nagrada za priču, tri za poeziju i jedne za monodramu.

## Nepotpun popis djela
- "Biogradski lirskokazi", K. Krešimir, Zagreb, 1995.
- "Suputnice i supatnice", Zagreb 1995.
- "Domoljublje i "otpadništvo" Ive Andrića", Rijeka, 1997.
- "Ramske legende", K. Krešimir, Zagreb, 1997.
- "Učiteljsko iverje (novele), Zagreb, 1997.
- "Slutnje s Rakitja, Rama-Penava, Zagreb, 1997.
- "Dozivke", Vinkovci, 2000.
- Sneni proplamsaji (pjesme), Zagreb 2003.
- Moj Megido, (pripovijetke), Zagreb, 2003.
- Prozorke, (pripovijetke), Prozor-Rama, 2004.
- Zrnca ramskog Sunca,(duhovna monografija), Prozor-Rama 2004.
- Hrvatska književnost Bosne i Hercegovine u XX. stoljeću, urednik - autor uvoda, napomena, predgovora, pogovora, Sarajevo, 2006.
- Očitovanja (pjesme), Zagreb Mostar 2007;
- Zastajkuše (pripovijetke), Zadar-Mostar, 2008.
- Moje ode (pjesme), Zadar 2009.
- Slučajke (pjesme), Zadar 2010.
- Uzdol zove (uz 150.obljetnicu Župe Uzudol), Mozaik knjiga, Zagreb